# District de Latehar
Le district de Latehar est un district de l'état du Jharkhand, en Inde,

## Géographie
Au recensement de 2011, sa population compte 725 673 habitants.
Son chef-lieu est la ville de Latehar. 